# Chersotis raddei
Chersotis raddei là một loài bướm đêm trong họ Noctuidae.